# José de Calasanz Félix Santiago Vives y Tutó
José de Calasanz Félix Santiago Vives y Tutó (Sant Andreu de Llavaneres, 15 febbraio 1854 – Monte Porzio Catone, 7 settembre 1913) è stato un cardinale spagnolo.

## Biografia
Era il secondo figlio del carpentiere José Vives y Comas e di sua moglie Catalina Tutó y Garriga.
Papa Leone XIII lo elevò al rango di cardinale nel concistoro del 18 giugno 1899. Noto teologo, fece parte della commissione incaricata da papa Pecci di studiare la questione della validità delle ordinazioni anglicane. Godé della stima di san Pio X, di cui fu il confessore: secondo alcuni, la frase paolina instaurare omnia in Christo («ricapitolare in Cristo tutte le cose», Efesini, I, 10) sarebbe stata assunta come insegna e espressione del suo programma da papa Sarto (nella sua prima enciclica, l’E supremi apostolatus) per suggerimento di questo cardinale.